# Mesonichthys
Mesonichthys è un genere estinto di pesci ossei appartenente agli attinotterigi, vissuto tra il Carbonifero superiore e il Permiano inferiore.

## Descrizione
Mesonichthys presenta un corpo fusiforme con una pinna dorsale posizionata ben anteriormente rispetto alla pinna anale. Entrambe le pinne sono triangolari, appuntite e di dimensioni simili. La pinna caudale è profondamente incisa e inegualmente lobata. Le pinne pettorali sono lunghe, con raggi principali non articolati nel terzo prossimale, mentre le pinne pelviche presentano una base corta. Tutte le pinne mostrano la presenza di fulcri anteriori e raggi biforcati distalmente.
Il muso è arrotondato anteriormente e non forma un rostro. L'apparato sospensorio mascellare è solo moderatamente obliquo e l'opercolo è più del doppio in altezza rispetto al subopercolo. L'orbita è ampia e dotata di un anello sclerotico ben sviluppato. Sono presenti il dermoiale e ossa suborbitali, ma manca un opercolo accessorio. Le ossa del tetto cranico e della guancia sono ornate con creste smaltate. La dentatura è eterodonte, con denti conici maggiori fittamente disposti e una serie intercalata di denti più piccoli.
Le scaglie sono romboidali, con ornamentazione a creste oblique parallele, generalmente dritte, raramente biforcate o intercalate. Gli esemplari conosciuti non superano i 18 cm di lunghezza totale.

## Classificazione e sistematica
Il genere Mesonichthys fu istituito da Gardiner nel 1963 per accogliere specie precedentemente attribuite a generi parafiletici come Elonichthys e Watsonichthys. In particolare, Mesonichthys aitkeni venne originariamente descritta come Elonichthys aitkeni da Traquair nel 1886. Successivamente, Aldinger nel 1937 osservò che l’assenza di un opercolo accessorio e la morfologia del cranio e delle scaglie giustificavano l’istituzione di un nuovo genere all’interno del gruppo degli Acrolepidae.
Il genere mostra affinità con Acrolepis sedgwicki ma se ne differenzia per la posizione insolitamente alta delle narici esterne e per il particolare sviluppo dell'opercolo. Le caratteristiche condivise con gli acrolepidi includono l’ornamentazione delle scaglie e la struttura del metapterigoide.
La specie tipo è Mesonichthys aitkeni, basata su un esemplare proveniente dalla miniera di carbone di Cliviger, nel Lancashire. Questo esemplare fu descritto da Traquair e successivamente designato come lectotipo da Woodward. Poiché tale esemplare è oggi considerato perduto, è stato designato un neotipo, l’esemplare B.M.N.H. P.6100, proveniente da Instow, nel Devon settentrionale. Il materiale disponibile comprende dieci esemplari provenienti dal Natural History Museum e dal Geological Survey Museum.
Mesonichthys è noto da diversi giacimenti del Carbonifero e del Permiano inferiore. I fossili sono stati ritrovati in Inghilterra, in Scozia, in Francia, in Belgio  e in Uruguay (con la specie M. antipodeus) in siti databili tra il Serpukhoviano e il Moscoviano.